# Браунсдејл (Минесота)
Браунсдејл (енгл. Brownsdale) град је у америчкој савезној држави Минесота.

## Демографија
По попису из 2010. године број становника је 676, што је 42 (-5,8%) становника мање него 2000. године.
| Група             | 2000.       | 2010.       |
| Белци             | 684 (95,3%) | 635 (93,9%) |
| Афроамериканци    | 0 (0,0%)    | 1 (0,1%)    |
| Азијати           | 0 (0,0%)    | 0 (0,0%)    |
| Хиспаноамериканци | 25 (3,5%)   | 37 (5,5%)   |
| Укупно            | 718         | 676         |